# West Indian Company
The West Indian Company, Limited (WICO) es una antigua empresa privada de las Islas Vírgenes de los Estados Unidos, ahora propiedad de la Autoridad de Finanzas Públicas de las Islas Vírgenes Estadounidenses. Fue fundada en 1912 en Dinamarca y operó durante la mayor parte de su historia como una subsidiaria de la East Asiatic Company. Fue vendido en 1993 al gobierno de las Islas Vírgenes Estadounidenses. Originalmente diseñada para administrar el abastecimiento de carbón, la compañía trajo servicios de electricidad a la isla en 1914. En 1936, el presidente original, el Sr. Hans N. Andersen de Dinamarca, vio el turismo como otra empresa comercial y estableció la Maison Danois, la primera tienda para turistas, en Santo Tomás. Ese año, la empresa también compró una propiedad y comenzó el desarrollo de lo que llamarían Caneel Bay.
WICO ahora es propiedad exclusiva de la Autoridad de Finanzas Públicas, una entidad dentro del poder ejecutivo del V.I. gobierno. Es una entidad pública que actúa por cuenta del Gobierno”, Ley Núm. 5826, 8 (b). WICO alberga un concurrido centro comercial portuario libre de impuestos, Havensight Mall en el puerto de Charlotte Amalie en St. Thomas, y tiene amarres en el muelle de cruceros de Long Wharf para atender a los pasajeros de cruceros. El centro comercial tiene numerosos inquilinos y servicios, incluidos servicios médicos, comerciales, regalos y recuerdos, joyas, restaurantes, indumentaria, deportes y alquiler de automóviles.